# Marian Hemar

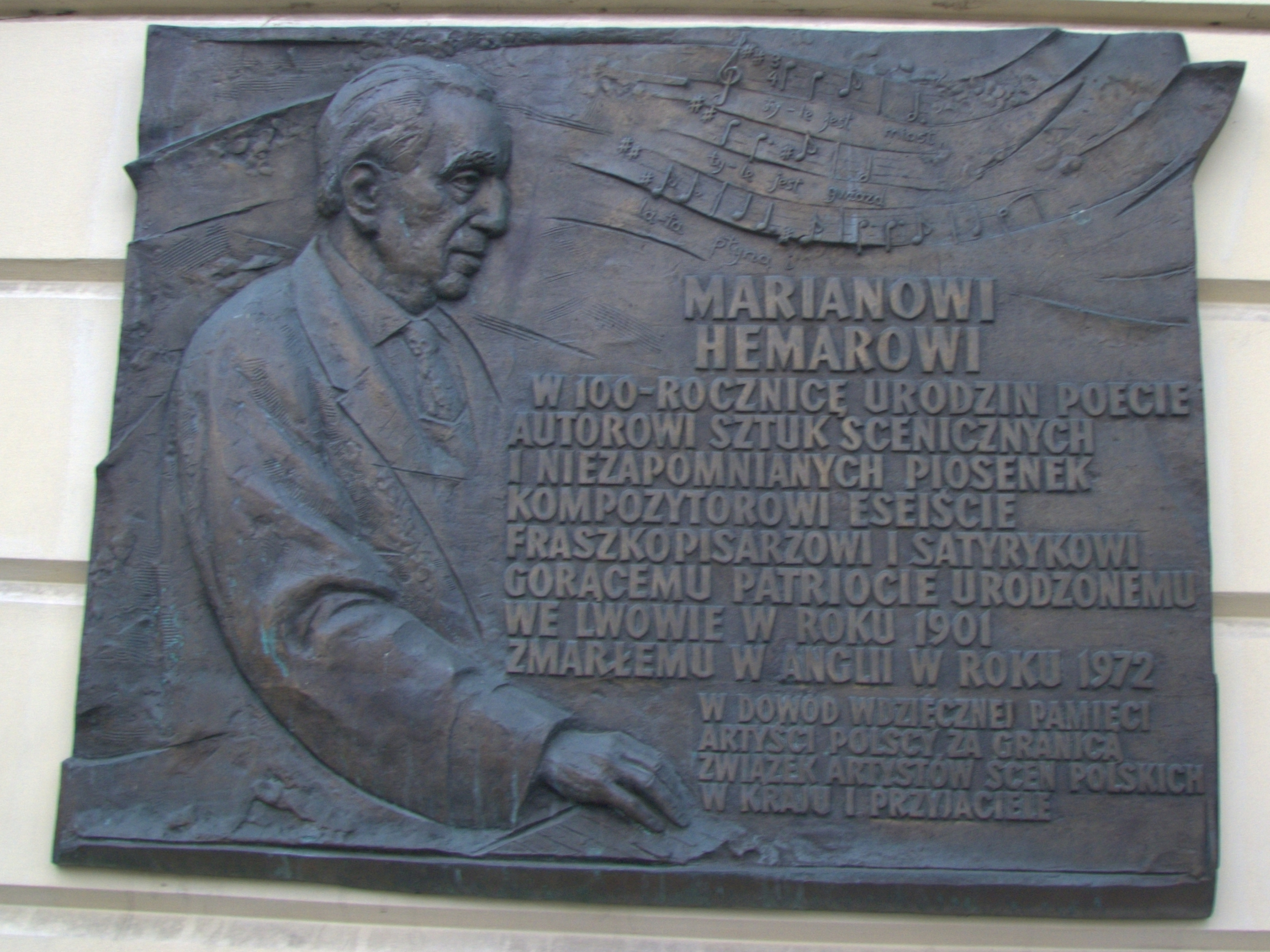
Plaque commémorative en l'honneur de l'écrivain Marian Hemar à Varsovie.

Marian Hemar né Jan Maria Hescheles le 6 avril 1901 à Lemberg (en royaume de Galicie et de Lodomérie) et mort 11 février 1972, à Dorking, est un poète, journaliste, dramaturge, parolier et auteur-compositeur polonais.
Hemar est un pseudonyme formé à partir des deux premières lettres de son nom de famille et les trois premières lettres de son prénom. Sa mère était la tante de l'écrivain Stanislas Lem.
Il fit ses études universitaires à l'université de Lviv.
Dès novembre 1918 et jusqu'au début de l'année 1919, il participa à Guerre polono-ukrainienne contre les forces de la République populaire d'Ukraine occidentale. Après le conflit, il fut à l'origine de plusieurs chansons qui rencontrèrent un succès certains dans les cabarets de Lviv.
En 1924, à l'invitation de Jerzy Boczkowski, directeur du théâtre Qui Pro Quo de Varsovie, il s'installa dans la capitale polonaise avec son ami le poète polonais Julian Tuwim.
Il fut l'auteur de plusieurs centaines de sketches à la radio polonaise. Avant la Seconde Guerre mondiale, il était l'auteur de plus d'un millier de chansons.
Fin 1939, peu après le début de la Seconde Guerre mondiale, il réussit à franchir les lignes allemandes et rejoint les forces polonaises regroupées au Proche-Orient. Il participe à l'activité théâtrale au sein du corps expéditionnaire polonais de la Brigade indépendante de chasseurs des Carpates et participe, avec elle, à la bataille de Tobrouk en 1941. En 1942, il a été transféré à Londres pour travailler au sein du Ministère de l’Information et Documentation du Gouvernement polonais en exil.   
Après la guerre, Marian Hemar renonce à rentrer dans son pays devenu communiste. Il devient une figure emblématique de la diaspora polonaise. Il participe aux émissions en langue polonaise de la Radio Free Europe.
Il se remarie en 1946 avec la starlette hollywoodienne Caja Eric, commettant un acte de bigamie puisque son divorce d’avec Maria Modzelewska ne fut acté qu’en 1956.
Marian Hemar meurt le 11 février 1972, à Dorking dans le Surrey (au sud de Londres), et fut enterré dans le cimetière local. Un projet de transfert de son corps vers la Pologne a vu le jour.
En l'an 2000, les artistes du Grand Théâtre de Varsovie ont présenté une anthologie de l'œuvre poétique de Marian Hemar.

## Théâtre
- 1950 : Le Miracle de l'homme pauvre, de Marjan Hemar, adaptation de Cécil Robson, mise en scène d'André Clavé, décors et costumes de Francine Galliard-Risler, spectacle interprété par Centre dramatique de l'Est (avec Charles Lavialle, ...)